# Río Caniapiscau

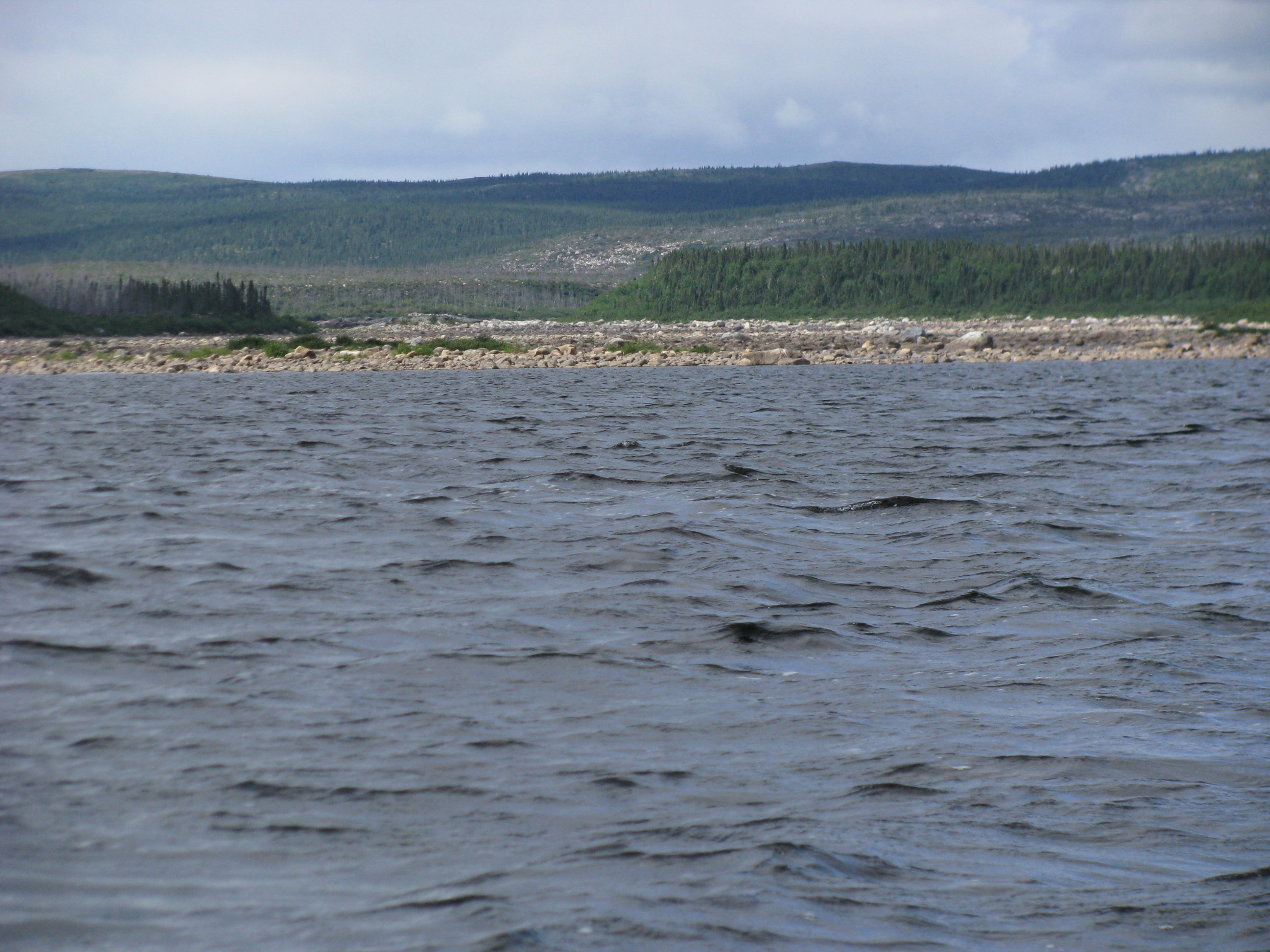
Dry Caniapiscau riverbed at Lower Gorge

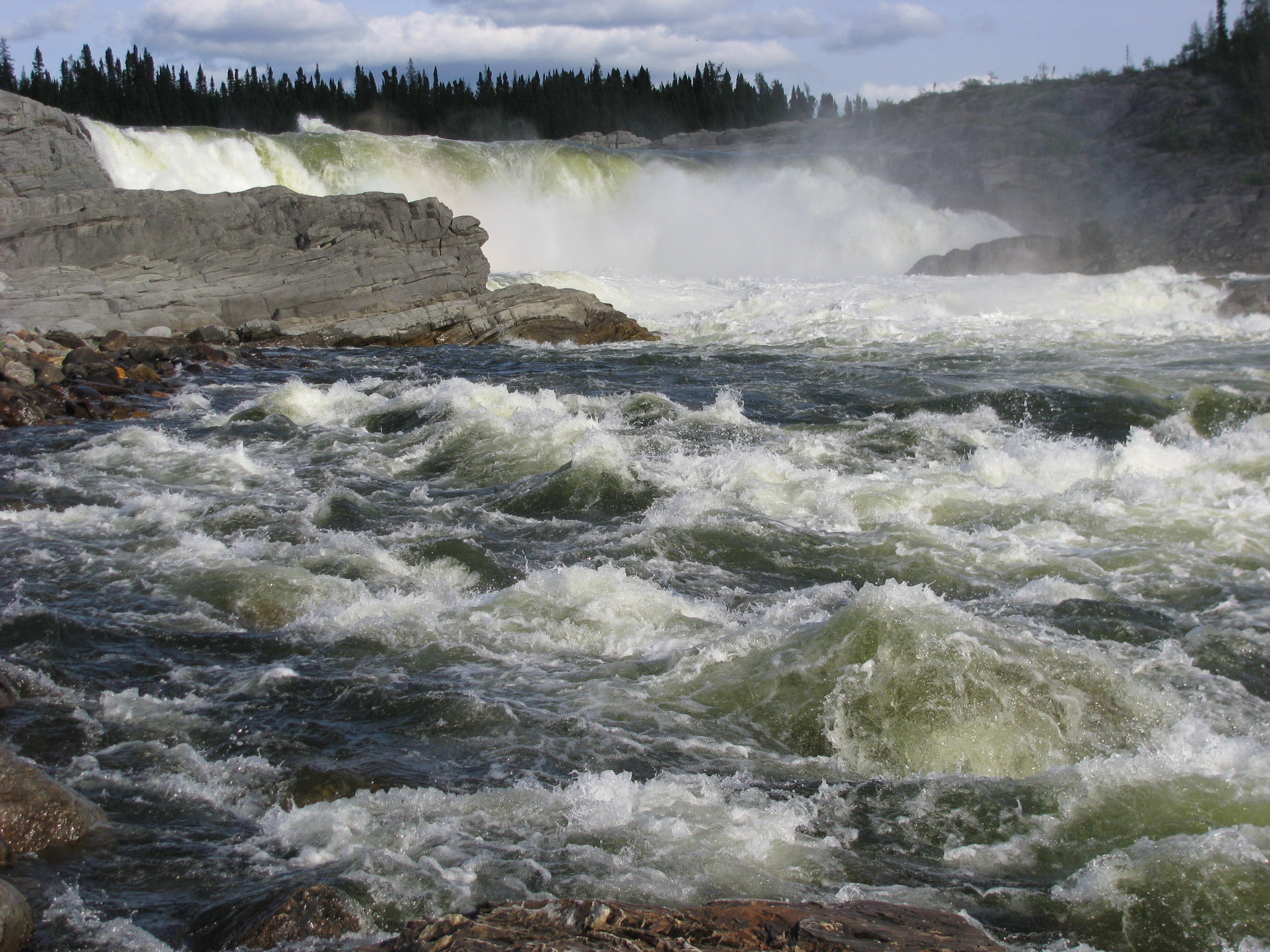
Limestone Falls

El río Caniapiscau (en inglés: Caniapiscau River; en francés: rivière Caniapiscau) es un largo río de la vertiente ártica de Canadá que discurre por la parte nororiental de la provincia de Quebec, en Nunavik. Es la fuente izquierda u oriental del río Koksoak. La longitud total del río Caniapiscau es de 737 km y drena una cuenca de 36 800 km².
En idioma cree el nombre del río significa punto rocoso. A lo largo de la historia y en diferentes publicaciones, el río aparece con diversa ortografía: Kaniapiskau, Canniappuscaw y Caniapuscaw. Los inuit llaman al río Adlait Kuunga, que significa« río indio». También era conocido como río Wauguash.

## Geografía
El río Caniapiscau surge en el lago Sevestre, 53 km al suroeste de Fermont, en el Escudo Canadiense. El Caniapiscau fluye hacia el norte a través de un valle glaciar ancho y cubierto de bosques hasta que gira bruscamente en su confluencia con el Rivière aux Mélèzes (Larch River o "río de los alerces"). En este punto (llamado Confluence Kanniq), el río se convierte en el río Koksoak. L
La cuenca del río Caniapiscau no tiene habitantes permanentes, aunque los cree de la región de la bahía James así como cazadores del sur hacen viajes a la zona por carretera y avioneta. Además, de vez en cuando, es visitada por piragüistas.
El río Caniapiscau tiene varios cañones y cascadas espectaculares:
- Cascada de Facolli (53°16′35″N 68°18′24″O / 53.27639, -68.30667)
- Cascada Chambeaux (53°43′38″N 68°36′52″O / 53.72722, -68.61444)
- Garganta Superior (Upper Gorge) (55°1′34″N 69°39′1″O / 55.02611, -69.65028)
- Garganta d'en Bas (garganta Inferior) (55°30′53″N 68°21′23″O / 55.51472, -68.35639)
- Cañón Eaton (55°33′23″N 68°12′15″O / 55.55639, -68.20417)
- Cascada au Granite (55°50′38″N 68°25′18″O / 55.84389, -68.42167)
- Cascada aux Schistes (56°44′39″N 69°1′5″O / 56.74417, -69.01806)
- Cascada de la Pyrite (57°26′0″N 69°14′33″O / 57.43333, -69.24250)
- Cascada du Calcaire (57°28′48″N 69°18′30″O / 57.48000, -69.30833)
- Garganta Manitou (57°33′2″N 69°26′38″O / 57.55056, -69.44389)

## Aprovechamiento hidroeléctrico
Desde el año 1985, las cabeceras del río Caniapiscau han sido desviadas hacia el complejo hidroeléctrico La Grande, parte del proyecto de la bahía de James. Las cabeceras del río Caniapiscau, que representan alrededor del 45% del caudal total, fluyen ahora hacia el río La Grande de la bahía de James. El embalse de Caniapiscau, que tiene una superficie de unos 4.300 km² (alrededor de nueve veces el tamaño naturaldel lago Caniapiscau), llena una depresión en la parte más alta del Escudo Canadiense. La cuenca hidrográfica total de captación es de alrededor de 36.800 km².
Variaciones importantes en el caudal del agua del río Caniapiscau desde 1981 hasta 1984, durante el período en el que el embalse de Caniapiscau estaba llenándose, pudo haber contribuido a la muerte por ahogamiento de 9.600 caribúes migratorios en septiembre de 1984 en la cascada du Calcaire (alrededor del 1,5% de todo el rebaño del río George).

## Afluentes
Los principales afluentes del río Caniapiscau son:
- río Bras de Fer
- río Du Sable
- río Goodwood
- río Sérigny
- río Pons
- río Beurling
- río de la Mort
- río Châteauguay
- río Swampy Bay
- río Situraviup
- río Forbes